# Бікорп
Бікорп, Бікорб (ісп. Bicorp (офіційна назва), валенс. Bicorb) — муніципалітет в Іспанії, у складі автономної спільноти Валенсія, у провінції Валенсія. Населення — 590 осіб (2010).

## Географія
Муніципалітет розташований на відстані близько 290 км на південний схід від Мадрида, 50 км на південний захід від Валенсії.
Відомий своїми археологічними знахідками в Куевас-де-ла-Аранья.

## Демографія
Динаміка населення (INE ):

## Галерея зображень

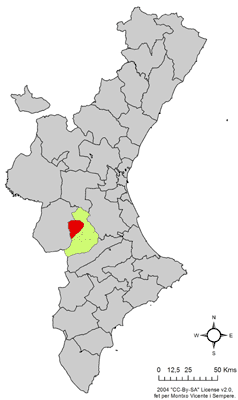
Розташування муніципалітету Бікорп у автономній спільноті Валенсія
Розташування муніципалітету Бікорп у комарці Каналь-де-Наваррес